# ZEVS (émetteur)

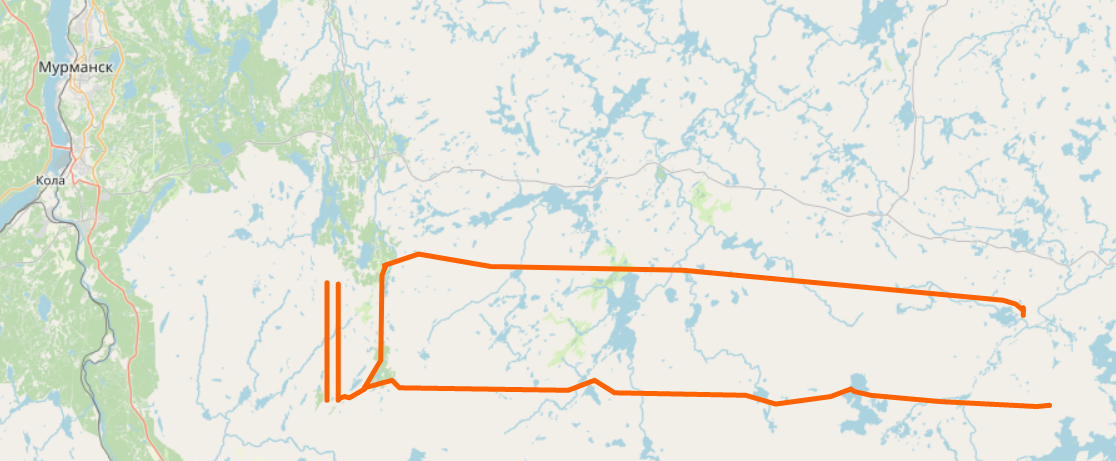
Système d'antenne de ZEVS selon les données Openstreetmap

ZEVS est une installation de la marine russe qui transmet des messages aux sous-marins submergés en eau profonde en utilisant des ondes extrêmement basse fréquence. Il est situé près de Mourmansk sur la péninsule de Kola, juste au nord de la base aérienne de Severomorsk-3. Comme ZEVS fonctionne sur 82 hertz, il ne peut être utilisé que pour des transmissions très rudimentaires. En raison de l'extrême basse fréquence, les techniques utilisées par ZEVS sont assez différentes de celles des émetteurs standard.
L’antenne utilisée par ZEVS est un dipôle terrestre (en). Il s’agit simplement d’un ensemble de deux électrodes largement séparées, à travers lesquelles le courant de transmission est introduit dans le sol.
ZEVS étant un site de grande importance stratégique, les informations officielles sur l’installation ne sont pratiquement pas disponibles. Presque toutes les informations suivantes ont été obtenues à partir d'images satellite, que l'on peut voir sur Wikimapia.
ZEVS se compose de 2 unités situées à 68° 48′ 48″ N, 33° 45′ 06″ E
et à 68° 42′ 59″ N, 33° 42′ 28″ E
. Ils sont alimentés en électricité par Kolenergo (en) et portent la désignation PS-373 (cyrillique: ПС-373) et PS-393 (cyrillique: ПС-393). Ces sous-stations Kolenergo sont conçues pour des capacités de transmission respectives de 7,478 MVA et 7,446 MVA. La puissance de transmission totale du transmetteur ZEVS peut donc être comprise entre 10 et 14 MW, ce qui en fait le transmetteur le plus puissant d'Europe.
À partir des deux unités, une ligne d'alimentation du dipôle au sol se dirige vers l'est, se terminant à 68° 46′ 44″ N, 35° 09′ 06″ E
et 68° 42′ 04″ N, 35° 12′ 52″ E
respectivement. Les électrodes de mise à la terre sont des fils fonctionnant dans la direction est-ouest, juste sous la surface. Ils forment un motif caractéristique sur les images satellites..
La ligne d'alimentation de l'autre électrode dipolaire au sol part des stations en direction du sud-ouest puis se dirige vers le nord pour se terminer à 68° 47′ 42″ N, 33° 37′ 40″ Eet à 68° 47′ 42″ N, 33° 37′ 40″ E.